# Mei (Arcos de Valdevez)
Mei é uma povoação portuguesa do Município de Arcos de Valdevez que foi sede da extinta Freguesia de Mei, freguesia que tinha uma área de 2,1 km² e uma população de 118 habitantes, em 2011 , tendo, por isso, uma densidade demográfica de 56,2 hab/km².
A Freguesia de Mei foi extinta em 2013, no âmbito de uma reforma administrativa nacional, tendo sido agregada à freguesia de Eiras para formar a nova freguesia de  União das Freguesias de Eiras e Mei, com sede em Eiras.

## População
| População da freguesia de Mei | População da freguesia de Mei | População da freguesia de Mei | População da freguesia de Mei | População da freguesia de Mei | População da freguesia de Mei | População da freguesia de Mei | População da freguesia de Mei | População da freguesia de Mei | População da freguesia de Mei | População da freguesia de Mei | População da freguesia de Mei | População da freguesia de Mei | População da freguesia de Mei | População da freguesia de Mei |
| ----------------------------- | ----------------------------- | ----------------------------- | ----------------------------- | ----------------------------- | ----------------------------- | ----------------------------- | ----------------------------- | ----------------------------- | ----------------------------- | ----------------------------- | ----------------------------- | ----------------------------- | ----------------------------- | ----------------------------- |
| 1864                          | 1878                          | 1890                          | 1900                          | 1911                          | 1920                          | 1930                          | 1940                          | 1950                          | 1960                          | 1970                          | 1981                          | 1991                          | 2001                          | 2011                          |
| 223                           | 270                           | 262                           | 231                           | 283                           | 285                           | 268                           | 267                           | 317                           | 268                           | 275                           | 229                           | 154                           | 142                           | 118                           |

| Distribuição da População por Grupos Etários | Distribuição da População por Grupos Etários | Distribuição da População por Grupos Etários | Distribuição da População por Grupos Etários | Distribuição da População por Grupos Etários | Distribuição da População por Grupos Etários | Distribuição da População por Grupos Etários | Distribuição da População por Grupos Etários | Distribuição da População por Grupos Etários | Distribuição da População por Grupos Etários |
| -------------------------------------------- | -------------------------------------------- | -------------------------------------------- | -------------------------------------------- | -------------------------------------------- | -------------------------------------------- | -------------------------------------------- | -------------------------------------------- | -------------------------------------------- | -------------------------------------------- |
| Ano                                          | 0-14 Anos                                    | 15-24 Anos                                   | 25-64 Anos                                   | > 65 Anos                                    |                                              | 0-14 Anos                                    | 15-24 Anos                                   | 25-64 Anos                                   | > 65 Anos                                    |
| 2001                                         | 20                                           | 20                                           | 66                                           | 36                                           |                                              | 14,1%                                        | 14,1%                                        | 46,5%                                        | 25,4%                                        |
| 2011                                         | 13                                           | 13                                           | 59                                           | 33                                           |                                              | 11,0%                                        | 11,0%                                        | 50,0%                                        | 28,0%                                        |